# Constant Vanden Stock Stadion
A Constant Vanden Stock Stadion Brüsszelben található, és az RSC Anderlecht labdarúgócsapata használja.
1917-ben készült el Brüsszel Anderlecht részében az első stadion. A stadion neve ekkor Stade Émile Versé volt, a fő támogatóról elnevezve. Mindössze egyetlen, fából készült, állóhelyes lelátórész tartozott hozzá. Később a lelátót bővítették, és átalakították betonná. Egészen 1983-ig állt fenn, ekkor azután teljesen újjáépítették, és az elnök Constant Vanden Stock nevét vette fel a stadion. Befogadóképessége 26 361 fő lett, melyben a két kapu mögött állóhelyek is vannak. Az UEFA által rendezett mérkőzéseken azonban csak ülőhelyek vannak ezeken a részeken is, így ilyenkor 21 619 néző fér el a stadionban.
A klub tervezi egy 40 000 férőhelyes új stadion építését.
A stadionban étterem és kávézó is helyet kapott, valamint egy szurkolói üzlet, ahol a csapat különböző ereklyéit lehet megvásárolni.